# Eko (azienda)
La Eko (oggi Algam Eko) è una casa produttrice e soprattutto un importatore di chitarre, ed altri strumenti musicali ed elettronici. Fu fondata nel 1959 da Oliviero Pigini a Castelfidardo, nelle Marche. La fabbrica vide lo spostamento della produzione nel comune di Montelupone nel 1965.
Tra i musicisti che hanno utilizzato gli strumenti dell'azienda figurano i Rokes, i Kings, i Nomadi, i New Dada, Edoardo Bennato. Negli stabilimenti Eko sono state anche prodotte chitarre con il marchio inglese Vox. Il suo logo, mutato nel corso degli anni, ha sempre rappresentato la stilizzazione delle tre lettere del nome della ditta.

## Storia

### Gli anni '50

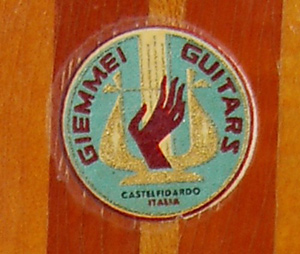
Logo della GIEMMEI

Oliviero Pigini incominciò la sua attività nel secondo dopoguerra come produttore di fisarmoniche, ma a metà anni cinquanta decise di rivolgere la sua attenzione alla chitarra, importando dalla Jugoslavia chitarre semiacustiche di bassa qualità che venivano poi vendute per corrispondenza. Avendo ottenuto un buon successo di mercato, per gestire la vendita di chitarre nel 1956 Pigini creò la GMI (Giocattoli Musicali Italiani), con sede a Castelfidardo. Nel 1959 - associandosi con Lido Ballone Burini (poi sostituito da Augusto Pierdominici) e Giovanni Vignoni - viene fondata la Eko s.a.s.. con l'obiettivo iniziale di produrre fisarmoniche, obiettivo per cui sarebbe stato, di lì a poco, acquistato uno stabilimento specializzato in tali strumenti; Pigini, però, intuisce subito che il futuro appartiene alla chitarra, e che, oltre ad importarle, è possibile costruirne di fascia medio-bassa fino a medio-alta, mission che resterà quella principale dell'azienda, non potendo competere con marchi di alta fascia come Fender e Gibson.

### Gli anni '60

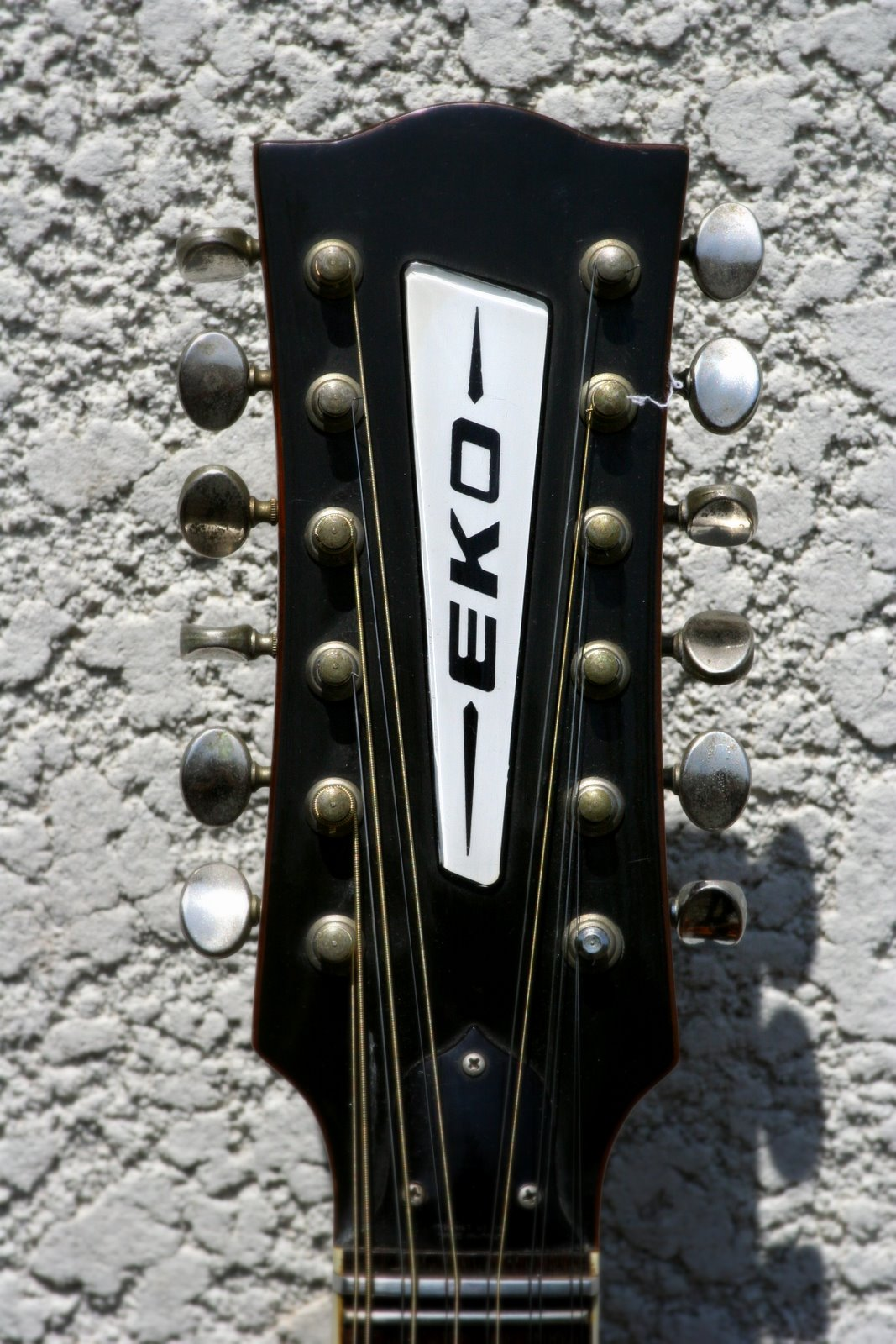
Chitarra Eko: particolare del modello Ranger a 12 corde

In questo modo, già nel 1960, Pigini - riconvertendo gran parte di uno stabilimento di fisarmoniche - inizia a costruire, sotto il marchio Eko S.A.S. di Oliviero Pigini & Co, chitarre acustiche e, successivamente, elettriche con il supporto produttivo della CRB elettronica che - fin dal 1958 - su richiesta dello stesso Oliviero Pigini aveva iniziato la progettazione e produzione di pick-up. Gli strumenti hanno nomi esotici o di animali, come d'uso in quel decennio: Cobra, Barracuda, Dragon, Condor e Cygnus; vengono prodotte anche chitarre signature per famosi gruppi musicali italiani come i Rokes, i Kappa, Auriga, i Pace. Pigini inizia anche a dedicarsi all'esportazione, tramite distributori stranieri (fratelli Thomas e Guy LoDuca - LoDuca Bros, per gli Stati Uniti d'America), vendendo le chitarre con marchi diversificati: Eston, Thomas, Shaftesbury, D’Agostino, Camac. Alcune chitarre Vox - che era un marchio inglese - vengono prodotte e marchiate per il mercato nazionale da Eko, che amplia la produzione con i primi bassi, mandolini, banjo ed altri strumenti a corda.

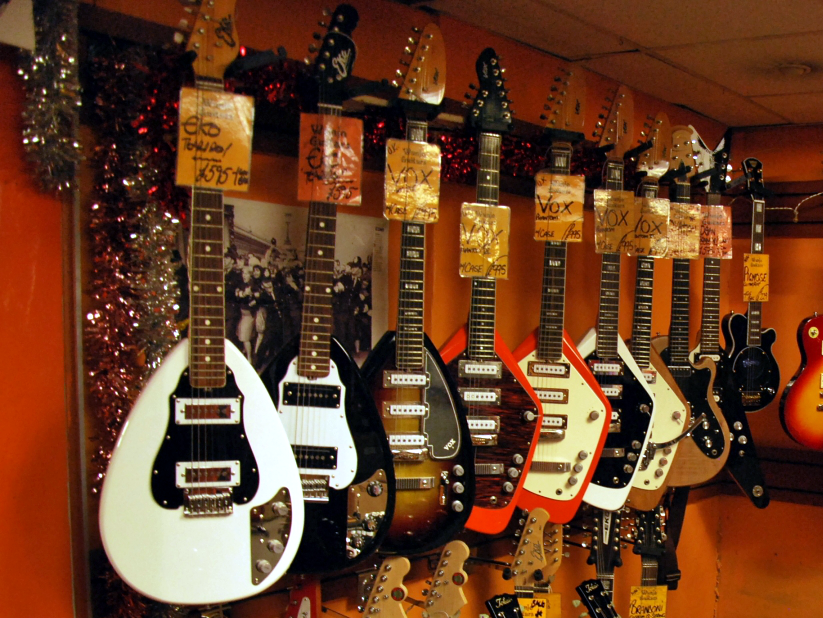
Chitarre Eko e Vox

Nel periodo 1964-1967, alcuni gruppi italiani dell'epoca beat  (i Rokes, i Kings, i Nomadi e i New Dada) iniziano a mostrarsi con le chitarre Eko, promuovendo il prodotto. Nel frattempo, l'azienda sposta la propria sede a Recanati, creando ulteriori marchi paralleli per distribuire gli strumenti (Cosmusik). La comunicazione promozionale, oltre a riviste, concorsi, viene affidata a riviste proprie (EKO Club e L'Eco della Musica).
Vengono anche tentati investimenti immobiliari tramite una società ad hoc (la Genim) volti, fra le altre cose, a creare una sorta di "città a misura" di artisti, in parallelo ai campus per la registrazione dei prodotti incisi (dischi e poi cassette) e la loro stampa che in Italia erano presenti a Roma e Milano (rispettivamente la RCA Italiana e la Ariston). A questo scopo inizia l'edificazione, a Fano, dell' "Hotel Eko".  Nel 1965 Pigini inizia a lavorare ad un progetto per costruire anche un polo di musica elettronica in provincia di Macerata in collaborazione con Vox e Thomas. Il progetto, denominato EME (Elettronica Musicale Italiana) costituisce il seguito dell'intuizione che il futuro dei suoni è elettronico (analogico e poi digitale) e connesso all'elaborazione dello stesso.
Nel 1966, un incendio danneggia fortemente le strutture dello stabilimento di Recanati; inizia la costruzione del nuovo stabilimento di Montecassiano. La morte improvvisa, a soli 44 anni, per infarto, di Oliviero Pigini, avvenuta nel 1967, chiude la fase storica della Eko,che -con un fatturato annuo di 5 miliardi di lire e 400 dipendenti, oltre a altrettanti lavoratori dell'indotto -  comunque continua la propria produzione sebbene con minore successo.

### Gli anni '70
Negli anni settanta la Eko è amministrata da Augusto Pierdominici; si tratta di un decennio in cui l'azienda vira su strumenti elettronici e prodotti musicali elettronici che stavano facendo, all'epoca, la loro comparsa nei mercato d'oltreoceano. Dopo aver concretizzato il progetto "EME" (in accordo con la Danieli Milano, JMI e Thomas), seppure in ritardo rispetto alla tabella di marcia pensata da Pigini, la Eko inizia con la produzione e vendita di strumenti elettronici, organi, pianoforti, sintetizzatori e batterie elettroniche; in questo, creando sia la circuiteria che i mobili, ancora in legno, fabbricati nei reparti legno di Remo Serrangeli.
L'azienda infatti continua la produzione e l'assemblaggio di strumenti a corda. È di questo periodo - in cui nel mondo si sviluppava l'elettronica applicata alla musica -  che la Eko, sotto la guida di Felice Labianca (nel settore EkoElettronica) lancia il progetto di ComputeRythm, una batteria elettronica programmabile, progettata, nel 1972, da Giuseppe Censori e Aldo Paci. Lo strumento aveva la possiblità di salvare i preset su schede perforate. L'estetica era molto particolare e colorata, come usava nel periodo. Sarebbe stata utilizzata da molti artisti anche stranieri, fra cui i Tangerine Dream, Manuel Gottsching , Jean-Michel Jarre. Nascono anche vari organi (la linea Tiger e New Tiger, progratta da Fabio Conti), il piano elettrico Sensor, le pedaliere per bassi K1, K2 e K3; nel 1974 viene lanciato il synth monofonico Ekosynth, oltre allo Stradivarius, un sintetizzatore di violini. Nel 1975 la EME passerà di proprietà alla Farfisa e gli ultimi prodotti del reparto elettronico Eko saranno nel ‘79 il P 15, monosynth analogico a controllo digitale con preset, e l’Ekopiano ad inizi ‘80.
La parte strumenti "classici" (chitarre e bassi) negli anni settanta produce oggetti particolari  (fra cui l'Auriga, chitarra e basso) , la serie Alborada, la Giuliani, con la possibilita al cliente di tornare dopo anni in fabbrica e ripetere il test della "curva di risposta" per controllare la maturazione dei legni e il conseguente aumento di volume dello strumento.
Le prime acustiche professionali, in collaborazione con John Huber, area manager della Martin in Europa, mostrano la volontà della Eko di distaccarsi dall'immagine degli anni precedenti; non potendo competere più con i prodotti orientali per quanto riguarda i prodotti a prezzo basso, si concentra sui prodotti di musica elettronica e su alcune chitarre che intendono puntare ad un pubblico maggiormente professionale o comunque abituato a prodotti quasi personalizzati. In questo ambito, nasce la Korral Special, la Chetro, con specifiche scritte a mano con inchiostro a china da Ettore Guzzini, Manager Italian Market di Eko, che riportava il nome del proprietario sugli esemplari "Signature". A fine decennio venne introdotta la "Ranger" e le elettriche monoblocco come la M24. La competizione qualitativa con i prodotti stranieri da una parte, e quantitativa con quelli orientali dall'altra, non è però sostenibile nel settore chitarre né nel settore elettronico, per cui la Eko, a fine decennio , rivede ampiamente la propria strategia di marketing.

### Gli anni '80
L'azienda continua la fabbricazione di chitarre, acustiche ed elettriche, sia a livello industriale che a livello artigianale. I primi strumenti monoblocco vengono commercializzati (M24, M20, CX7; i bassi BX7 e MB21); esistono anche i DM, versioni doppio manico della M24 a 10 (chitarra e basso), 16 (chitarra 12 corde e basso) e 18 corde (manico 6 e manico 12). Oltre queste, la C33 e la C44, la M33 Short Gun. Molte chitarre continuano ad essere ispirate da prodotti stranieri; la C11 è ispirata alla SG di Gibson. Le chitarre C01 e C02 sono affiancate al basso B02. In stile Fender vengono prodotti il B55 ed il B55S. La C22 è una Les Paul. Continua la produzione di amplificatori, il cui settore è guidato da Ferdinando Canale (fondatore della SR-Tecnology e della Sound Engineering), con il SC800, ed altri.
L'area in cui la Eko ha la possibilità di competere con successo è quella delle classiche di liuteria; sono così prodotte le Conservatorio  (Conservatorio 51 e Conservatorio 53), la TK Classic, la Carulli. Fra le acustiche, la Eldorado e la D100FP. Esce di produzione l'acustica Ranger, prosegue la vendita di Korral e Chetro; entra in listino la AW (6 e 12 corde con amplificazione elettromagnetica al manico o rilevatore piezoelettrico al ponte).  Nel 1983 vengon lanciate M6 e M7 con pickup “Magnetics” attivi, ed i bassi MB9 e MB10. L'anno successivo sono prodotti gli strumenti della serie "Master" (M4, M4 e M4S Electroacoustic ,M5, M7, M7 Deluxe).
La serie "Performance" include le P100, P100 DeLuxe, P200, P200 DeLuxe, P100 Gipsy con amplificatore incorporato e altoparlante. La linea bassi viene rinnovata con una propria serie "Performance" (B25 e B55), oltre alla linea "Thunderbolt" (T40 e T50 a due pick-up). Le semiacustiche vanno ugualmente incontro ad un rinnovo del catalogo, con i modelli SA29, SA39, SA39 Custom, SA396, SA396 Custom.
Come nei decenni precedenti, le Eko vengono usate da molti musicisti italiani e stranieri. Però, il continuo ricambio nei prodotti, oltre alla concorrenza straniera di alto livello e di massa, rendono impossibile fornire, alla stessa cifra, prodotti di qualità paria quella dei marchi più prestigiosi. Dall'altra parte, i costi di manodopera e materiali, portano gli oggetti "entry level" a prezzi non concorrenziali con gil oggetti orientali. Questo, valendo sia per la strumentazione, che per i prodotti di elettronica (peraltro quasi dismessi) incidono pesantemente sui conti dell'azienda. La Eko, così, cessa la produzione a metà del decennio, venendo dichiarata fallita il 21 maggio 1986.

### Gli anni '90
Nel 1987 Lamberto Pigini, fratello di Oliviero, acquista il solo marchio EKO, nel frattempo passato di mano, affidandone la gestione a Stelvio Lorenzetti, proveniente dalla Sisme (importatrice e produttrice di oggetti musicali, fra cui l'organo Godwin). Viene fin da subito esclusa la possibilità di riprendere a produrre in Italia (oltretutto la fabbrica era stata ceduta con il fallimento). Si decide così inizialmente di importare prodotti stranieri marchiandoli Eko, oppure distribuendoli.

### Gli anni 2000
All'inizio degli anni duemila, all'attività di importazione, e brandizzazione, si affianca il progetto di riprendere la produzione, su propria ricerca e sviluppo, delocalizzandola altrove, con accordi a livello mondiale anche per la successiva distribuzione dei prodotti a marchio proprio ed a marchio altrui. Il nome Eko, noto a livello consumer, permette così delle joint-ventures con aziende in Corea, Taiwan, Giappone, in Romania,  Spagna e Cina, per la produzione in loco di strumenti ed importazione di altri marchi, soprattutto di elettronica (un esempio gli E-mu Systems, i primi campionatori Emulator che spingono all'interconnessione fra i personal computer e la musica). Tale attività richiede anni, e si concretizza alla fine del primo decennio, momento in cui quello che si chiama Eko Music Group, e che distribuisce in Italia 60 marchi internazionali, riprende la produzione, anche acquistando altre aziende.
Dopo il 2015, l' a.d. decide di dedicare allo stabilimento italiano di Montelupone - riacquistato da tempo, ma utilizzato solo come sede in quanto privo da decenni di macchinari, mezzi, mancando anche i progetti ed il know-how -  una funzione di assemblaggio e di produzione nazionale per chitarre di alto valore aggiunto. Questo, grazie sia alla rielaborazione dei disegni d'epoca che all'intervento di nuovi consulenti, designer, e esperti (quali Massimo Varini e Roberto Fontanot). La produzione nazionale continua in realtà ad essere minore rispetto a quella estera ed all'importazione. La Eko si fonde poi con Algam, dando vita a Algam EKO.

## Alcuni modelli di chitarra
- 1962 - Eko 500
- 1962 - Ekomaster
- 1964 - Eko Florentine
- 1966 - Eko 100
- 1967 - x27
- 1967 - Eko Kadett
- 2011 - Mia IIa serie (con FastLok)
- 2019 - Eko Mia 018 MV
- 2019 - Eko WOW